# Robert Fontaine
Robert Fontaine (18 november 1980) is een Franse schaker. Hij is sinds 2002 grootmeester (GM). Tevens is hij TV verslaggever.
Fontaine werd in 2002 professioneel schaker. Hij legde die carrière neer op het moment dat hij het beste speelde om voor het schaaktijdschrift Europe Échecs te gaan werken. Hij organiseerde in 2011 een tweekamp tussen Viktor Kortsjnoj en Anatoly Vaisser. Hij bekleedde ook meer commerciële functies, zo was hij verbonden aan een beursgenoteerde onderneming, ICAP, in Londen. 
Hij heeft gespeeld voor schaakverenigingen in Duitsland (2001-2002 en 2010-2012), Frankrijk, Servië (2005), Italië, Groot-Brittannië, Zwitserland (2013-1014) en Hongarije (2007-2008).    
Hij is korte tijd met Kateryna Lahno getrouwd geweest, FIDE grootmeester bij de dames.

## Externe koppelingen
- (en)   Informatie over schaakpartijen van Robert Fontaine op ChessGames.com
- (en)   Informatie over schaakpartijen van Robert Fontaine op 365chess.com
- (en)  FIDE-ratinggegevens voor Robert Fontaine